# Kobasičari
Kobasičari su naselje u Republici Hrvatskoj, u sastavu općine Kapela, Bjelovarsko-bilogorska županija.
Kobasičari su selo smješteno 7 – 8 km sjeverozapadno od Bjelovara. Od nove (zagrebačke) obilaznice u Hrgovljanima udaljeno je 2 km u smjeru Koprivnice. Susjedna sela su: Novi Skucani, Šiptari, Podgorci, Visovi i Stanići.
Stanovništvo se isključivo bavi poljoprivredom; stočarstvom i proizvodnjom mlijeka, dok jedan dio radi u obližnjem Bjelovaru.
U selu djeluje dobrovoljno vatrogasno društvo (DVD Kobasičari), smješteno u središtu sela, gdje se nalazi seoski dom i spremište vatrogasne opreme.

## Stanovništvo
Prema popisu stanovništva iz 2001. godine, naselje je imalo 212 stanovnika te 64 obiteljskih kućanstava.

Prema popisu stanovništva 2011. godine naselje je imalo 189 stanovnika.
- 2011. – 189
- 2001. – 212
- 1991. – 219 (Hrvati – 106, Srbi – 81, Jugoslaveni – 18, ostali – 14)
- 1981. – 212 (Hrvati – 86, Srbi – 70, Jugoslaveni – 55, ostali – 1)
- 1971. – 230 (Srbi – 134, Hrvati – 92, Jugoslaveni – 2, ostali – 2)

| broj stanovnika | 203   | 231   | 241   | 238   | 253   | 309   | 246   | 245   | 222   | 229   | 243   | 230   | 212   | 219   | 212   | 189   | 170   |
|                 | 1857. | 1869. | 1880. | 1890. | 1900. | 1910. | 1921. | 1931. | 1948. | 1953. | 1961. | 1971. | 1981. | 1991. | 2001. | 2011. | 2021. |